# SU-100
O SU-100 (Samokhodnaya Ustanovka 100) é um destruidor de tanques de fabricação soviética. O SU-100 entrou em serviço no fim da Segunda Guerra Mundial e permaneceu no serviço ativo até perto dos anos 70, quando os países do bloco comunista oficialmente o aposentaram.

## Projeto

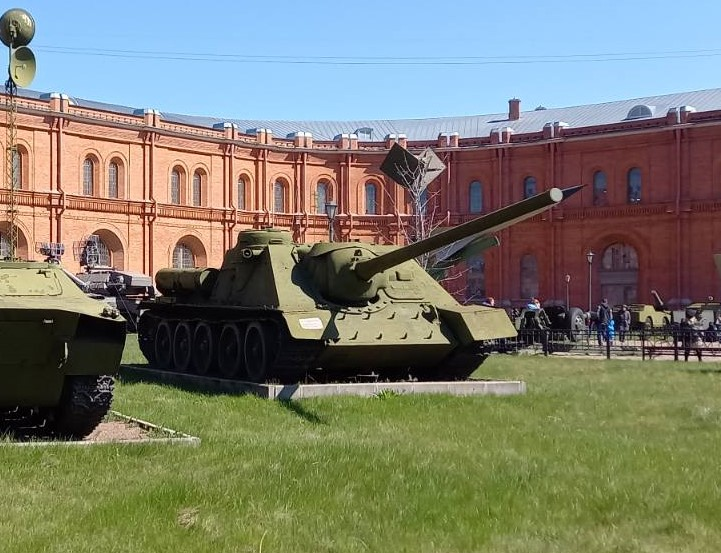
SU-100. Museu Histórico-Militar de Artilharia, Tropas de Engenharia e Corpo de Sinalização. São Petersburgo

O SU-85 foi desenvolvido do mesmo chassis do T-34, mas substituiu seu canhão com uma armação maior para que armas maiores pudessem ser colocadas.
Isto foi usado com o canhão de defesa aérea de 85 mm M1939 (52-K), provendo um poder de fogo drasticamente maior se comparado aos modelos de T-34 equipados com canhões de 76.2 mm. Introduzido em serviço em 1943, o SU-85 ficou rapidamente obsoleto quando os projetistas conseguiram montar o mesmo canhão no T-34-85.
Isto levou a envidar esforços para melhorar o poder de fogo do SU-85 o mais rápido possível. O desenvolvimento foi conduzido sob supervisão de L. I. Gorlitskiy, Projetista Chefe de todas as Armas Auto-propelidas. O trabalho foi iniciado em Fevereiro de 1944 e o primeiro protótipo do SU-100, chamado "Object 138", foi construído em Março.
Após testes intensivos com diferentes modelos de armas de 100 mm, os engenheiros soviéticos aprovaram o D-10S para produção em massa. Esta arma foi desenvolvida no Escritório de Construtores de Artilharia No. 9 sob supervisão de F. F. Petrov. Após a Segunda Guerra Mundial, esta arma foi instalada nos tanques T-54 e T-55 e seus derivados, estando em serviço por quarenta anos após seu desenvolvimento inicial.